# Prunus maackii
Prunus maackii, el cerezo de Manchuria (en coreano 개벗지나무, en chino 斑叶稠李, ban ye chou li), es una especie botánica de Corea y regiones próximas de China y Siberia oriental.

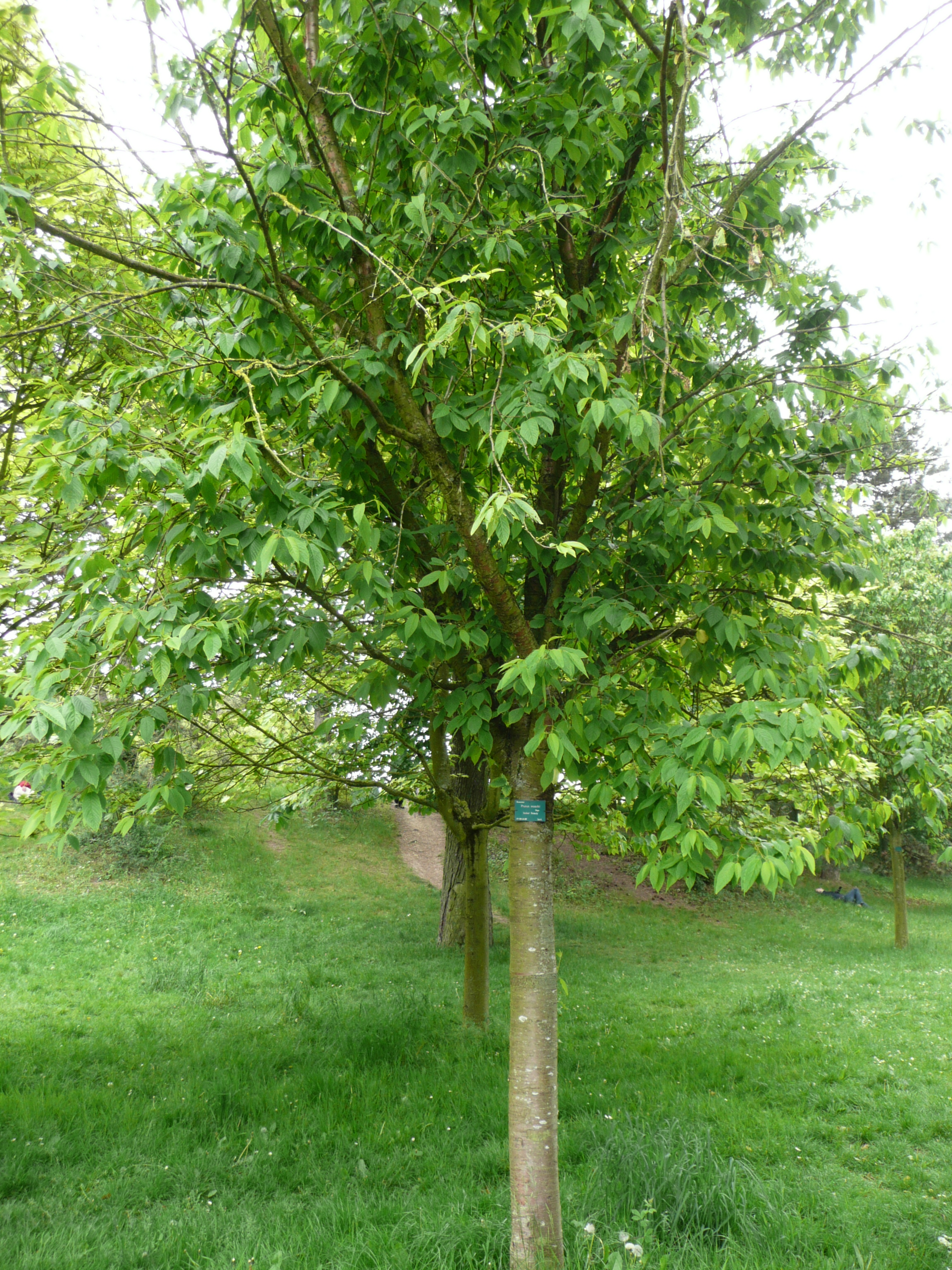
Vista de la planta.

## Descripción
Alcanza unos 15 m de alto. Las hojas de 8-10 m de largo, son vellosas de jóvenes y muchas veces adquieren buen color en otoño. Las florecitas blancas brotan en espigas cortas y densas en los extremos de los brotes del año anterior y van seguidas de minúsculos frutos negros y secos. Su parentesco es incierto, y parece presentar características tanto de los cerezos de racimo (Prunus padus) como de los laureles cerezo (Prunus laurocerasus).

## Cultivo y usos
Se cultiva como un árbol ornamental en el norte de Europa y América del Norte, principalmente por su corteza decorativa. Prefiere la luz del sol y la humedad (pero escurrido) del suelo, y es tolerante a los graves fríos de invierno, pero no del calor. La fruta se ha utilizado en la fabricación de jugo, jalea y mermelada.  Las muestras de cultivo han medido hasta 17 m de altura y 90 cm de diámetro

## Taxonomía
Prunus maackii fue descrita por Franz Josef Ruprecht y publicado en Bulletin de la Classe Physico-Mathématique de l'Académie Impériale des Sciences de Saint-Pétersbourg 15: 361, en el año 1857.
Etimología
Ver: Prunus: Etimología
maackii: epíteto otorgado en honor del naturalista ruso Richard Karlovich Maack.
Variedades
- Prunus maackii var. diamantina (H.Lév.) Koehne
- Prunus maackii forma oblonga Skvortsov
- Prunus maackii forma rotunda Skvortsov[9]

Sinonimia
- Cerasus maackii  (Rupr.) Eremin & Simagin
- Laurocerasus maackii (Rupr.) C.K.Schneid.
- Padus maackii (Rupr.) Kom. & Aliss. [10][11]